# Seetalhorn
Das Seetalhorn ist ein Gipfel südöstlich von Grächen im Schweizer Kanton Wallis in der Mischabelkette der Walliser Alpen mit einer Höhe von 3036 m ü. M..

## Tourismus
War das Gebiet westlich des Gipfels einst eine eigenständige Skidestination mit zwei Sesselliften und einer Gondelbahn, beschloss man um die Jahrtausendwende, das Skigebiet mit der benachbarten Hannigalp zu verbinden. Die daraufhin erstellte 4er Sesselbahn und die Verbreiterung der Verbindungspiste brachte Grächen einen zusätzlichen touristischen Aufschwung. Aufgrund dieser Neuerschliessung verlor die Gondelbahn Grächen-Seetalhorn nach und nach an Bedeutung. Durch die Modernisierung der Gondelbahn Grächen-Hannigalp wurde sie 2010 schliesslich stillgelegt.

## Besteigung
Das Seetalhorn kann über zwei Wege erreicht werden. Der bekanntere führt von der Gipfelstation des Skiliftes, die fälschlicherweise oft als der Gipfel bezeichnet wird, über ein (Stand 2022) mit Geröll bedecktes Feld auf den Seetalpass. Der zweite Weg führt aus Eisten im Saastal auf den Seetalpass, von diesem kann der Gipfel über einen steilen Kamm erreicht werden. Da das Feld westlich des Gipfels mit Geröll bedeckt ist, sind die Beschilderungen weder zu erreichen noch zu erkennen, somit muss der Bergsteiger sich den Weg selbst suchen.

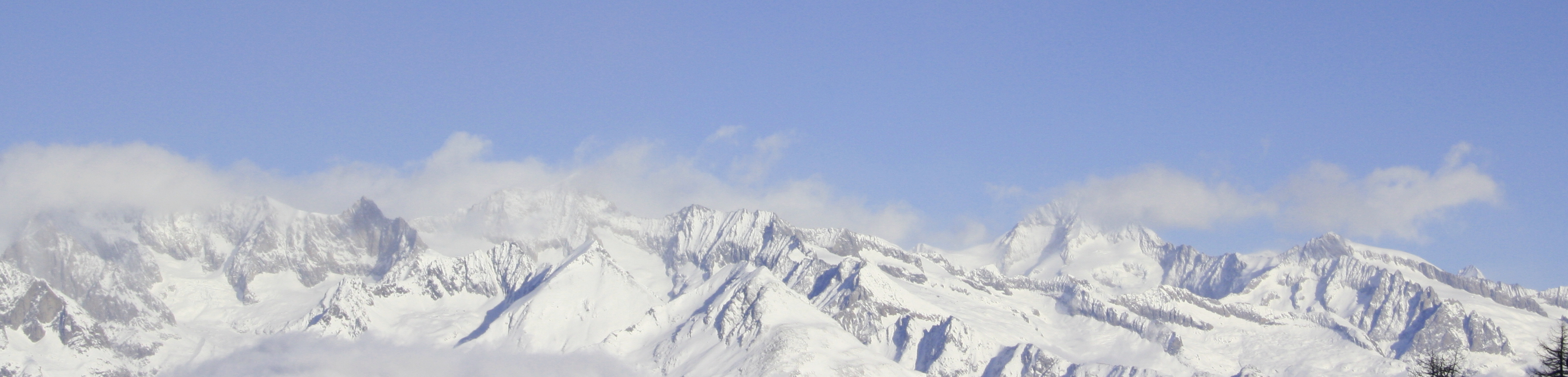
Aussicht vom Seetalhorn

## Lage
| \| \| |
|       |

Lage des Seetalhorns in den Walliser Alpen (links)
und in den Alpen (rechts). Das Seetalhorn liegt oberhalb von Eisten und dem Gletschertor der Riedgletschers.

## Nachweis
1. 1 2  SwissTopo (Karten der Schweiz)
2. ↑  Besteigung selbst durchgeführt